# Vaksdals kommun
Vaksdals kommun (norska: Vaksdal kommune) är en kommun i Vestland fylke på Vestlandet i västra Norge. Kommunens centralort är tätorten Dale.
Vaksdals kommun är belägen mellan Bergens och Voss kommuner i landskapet Nordhordaland. Väster om kommunen ligger Osterøy kommun och den västligaste delen av kommunen ligger på ön Osterøy. Det finns en broförbindelse över Veafjorden som skiljer Osterøy från resten av kommunen. Genom kommunen passerar Europaväg 16 och Bergensbanan som förbinder Oslo med Bergen och tätorterna Dale, Stanghelle och Vaksdal har järnvägsstationer längs banan. Naturen är typisk för Vestlandet med en blandning av fjordlandskap och fjäll.
Man har hittat gravar som visar att området har varit bebott sedan vikingatiden. 

## Etymologi
Platsen hette troligen Vágsdalr på fornnordiska. Den första delen är en böjning av ordet "vágr" som betyder "vik". Den andra delen "dalr" betyder "dal".

## Administrativ historik

Bruviks kommunvapen från 1960 övertogs av Vaksdals kommun tills det ersattes 1990.

Vaksdals kommun upprättades den 1 januari 1964 genom en sammanslagning av huvuddelen av Bruviks kommun med delar av kommunerna Evanger (Bergsdalens och Eksingedalens kretsar) och Modalen (Eksingedals socken). Kommunen hade 5 666 invånare vid upprättandet.

## Näringsliv
I Vaksdals kommun (framförallt i tätorten Dale) finns många textilindustrier vilket speglas i kommunvapnet som föreställer tre skyttlar som används vid vävning. Det finns även många vattenkraftverk i älvarna i området.

## Tätorter
I Vaksdals kommun finns tre tätorter:
- Dale (centralort)
- Stanghelle
- Vaksdal

## Socknar
Inom Norska kyrkan är Vaksdals kommun indelad i sex socknar:
- Bergsdalens socken
- Dale socken
- Erdals socken
- Nesheims socken
- Stamnes socken
- Vaksdals socken

Socknarna ingår i Hardanger og Voss prosteri i Bjørgvins stift.

## Bilder

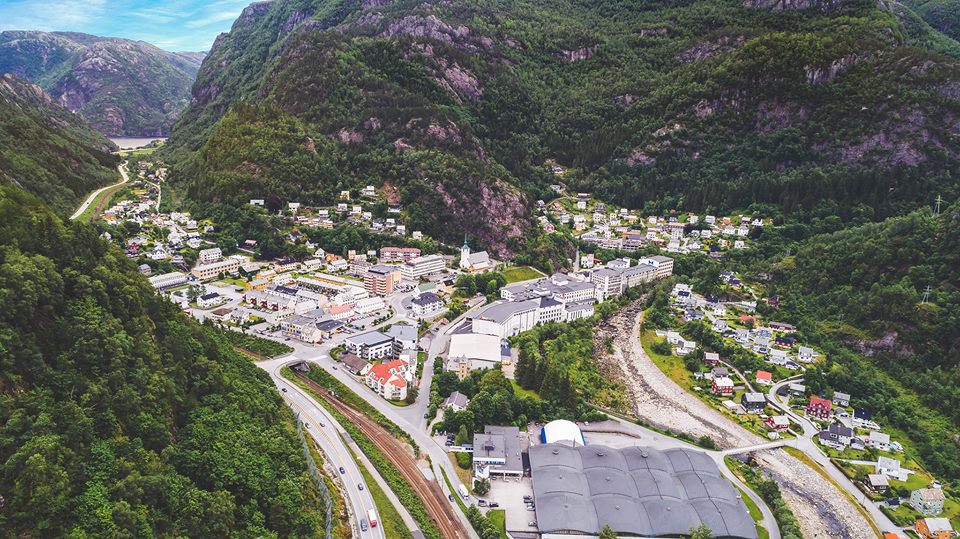
Centralorten Dale.
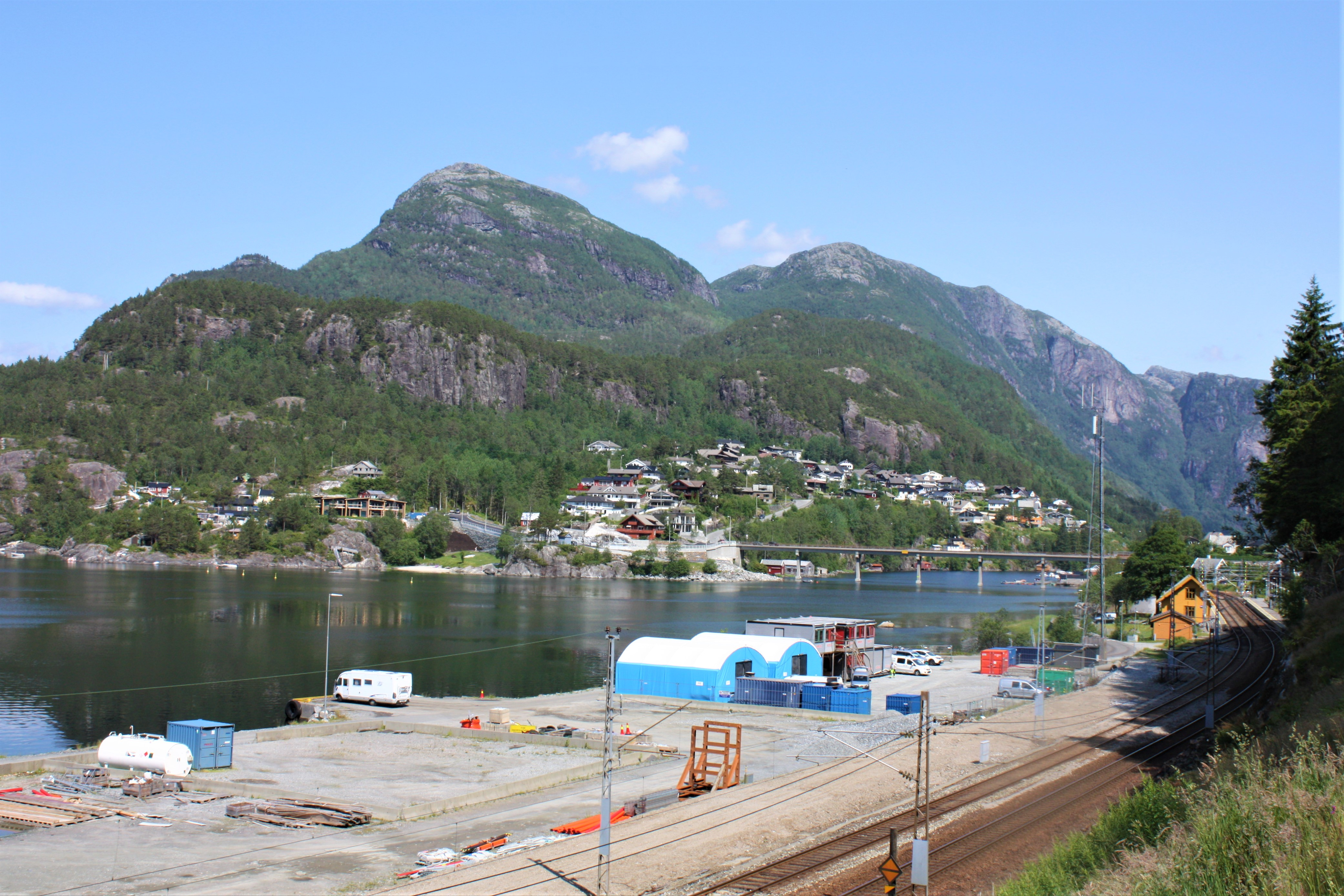
Tätorten Stanghelle med Bergensbanan i förgrunden.
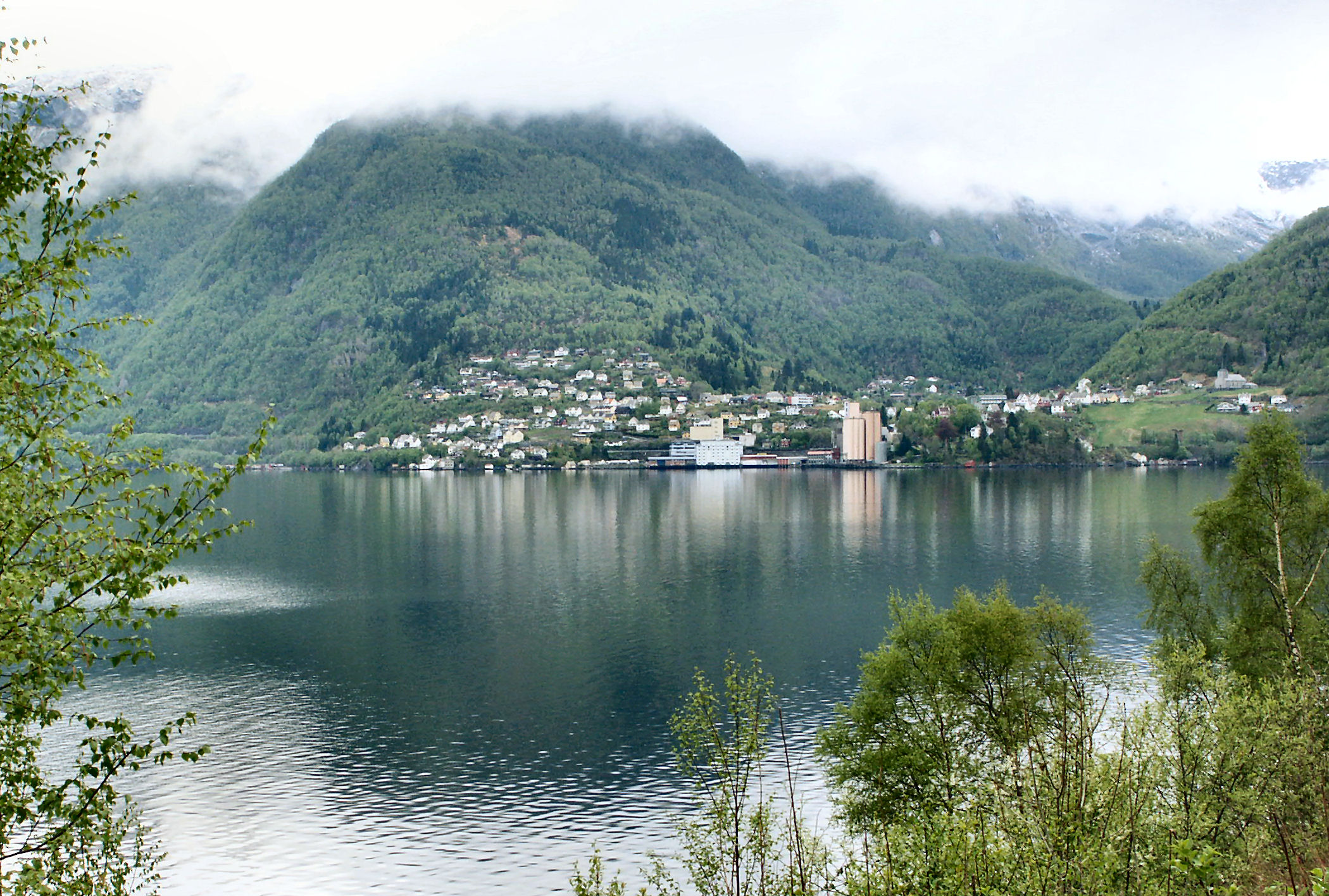
Tätorten Vaksdal sedd från ön Osterøy.